# Pascal Collasse
Pascal Collasse psán také Pasquier Colase (pokřtěn 22. ledna 1649 Remeš – 17. července 1709 Versailles) byl francouzský barokní skladatel.

## Život
Jako dítě zpíval v kostelním sboru Saint-Paul v Remeši a studoval na Navarrské koleji. Od roku 1677 byl asistentem skladatele Jean-Baptista Lullyho. Po jeho smrti dokončil jeho operu Achilles a Polyxena, která měla premiéru 7. listopadu 1687 v Théâtre du Palais-Royal v Paříži. Roku 1689 se oženil s Blasine Berainovou. Narodily se jim dvě dcery.
Komponoval opery, balety i duchovní hudbu. Jeho plán zavést v Lille nový operní dům zkrachoval, když divadlo vyhořelo. Ke konci života opustil hudbu a věnoval se alchymii.

## Dílo

Titulní strana libreta opery Achille et Polixene

### Jevištní díla
- Achille et Polyxène, tragédie en musique (libreto Jean Galbert de Capistron, 1687 Paříž, Académie royale de musique)
- Divertissement de Livry (1688 Livry, Dům Louise Sanguina, markýze de Livry)
- Thétis et Pélée, tragédie en musique (libreto Bernard le Bovier de Fontenelle, 1689 Paříž, Académie royale de musique)
- Sigalion, Dieu du secret, balet (1689 Paříž, Collège Louis-le-Grand)
- Amarillis, pastorale(libreto abbé Jean Pic, 1689, neprovedeno)
- Enée et Lavinie, tragédie en musique (libreto Fontenelle, 1690 Paříž, Académie royale de musique)
- Ballet de Villeneuve Saint-Georges, divertissement (libreto Banzy, 1692 Villeneuve Saint-Georges)
- Astrée, tragédie en musique (libreto Jean de La Fontaine, 1691 Paříž, Académie royale de musique)
- Les Saisons, opéra-ballet (libreto abbé Jean Pic, 1695 Paříž, Académie royale de musique)
- Jason ou La Toison d'or, tragédie en musique (libreto Jean-Baptiste Rousseau, 1696 Paříž, Académie royale de musique)
- La Naissance de Vénus, opera (libreto abbé Jean Pic, 1696 Paříž, Académie royale de musique)
- Divertissement de Saint-Maur (1700, Saint-Maur, ztraceno)
- Canente ou Picus et Canente, tragédie en musique (libreto Antoine Houdar de La Motte, 1700 Paříž, Académie royale de musique)
- L'Amour et l'Hymen, divertissement (1701 Paříž, Hôtel de Conti, ke svatbě Fürsten von Conti, ztraceno)
- Télémaque, ou Les Fragmens des modernes, tragédie en musique (1704, Académie Royale)
- Polyxène et Pyrrhus, tragédie en musique (libreto Jean-Luois-Ignace de La Serre, 1706 Paříž, Académie royale de musique)
- Amarillis, pastorale (libreto abbé Jean Pic, 1689, neprovedeno)
- Sigalion, ou le dieu du Secret, balet (1689, Collège Louis-le-Grand)

### Další díla
- Cantiques spirituels (texty Jean Racine, 1695)
- Motets et élévations pour la Chapelle du Roy (1686)
- Airs